# Jacob Ferdinand Voet

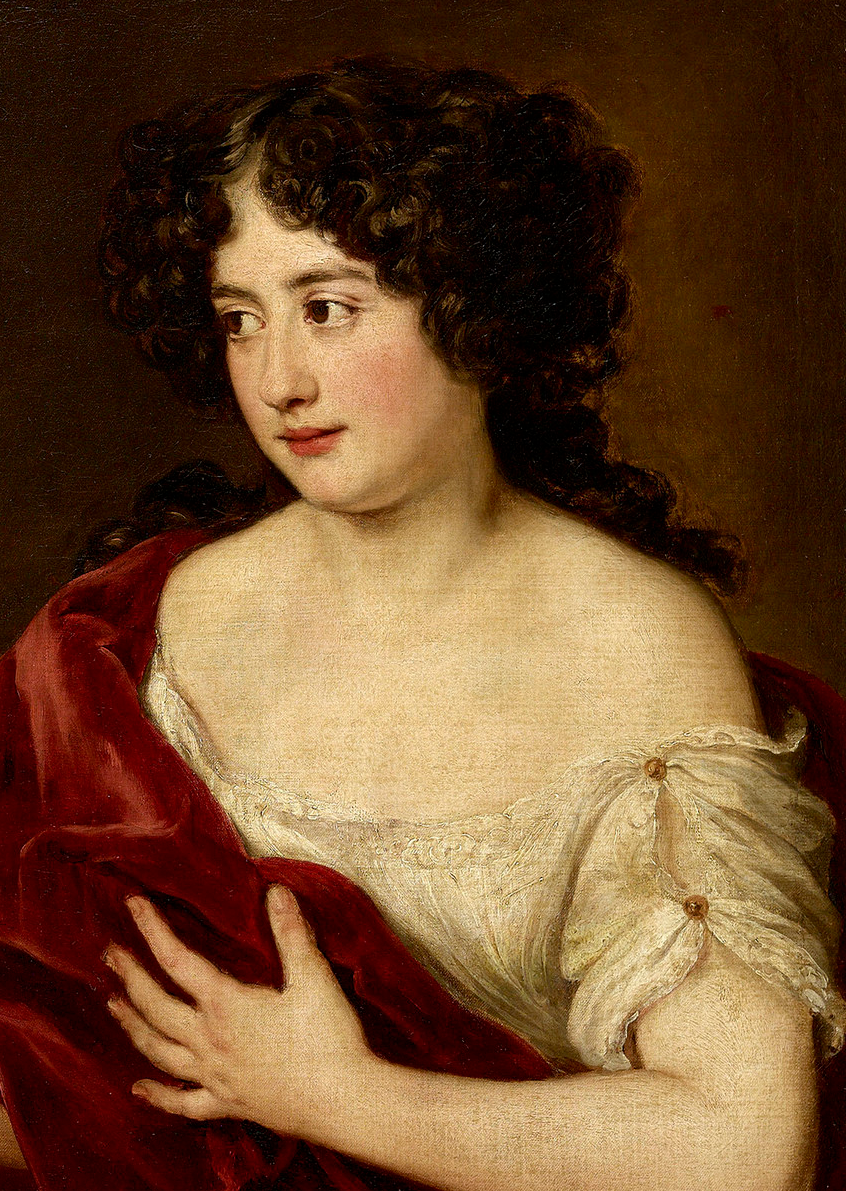
Portret Marii Mancini, siostrzenicy Jules'a Mazarina

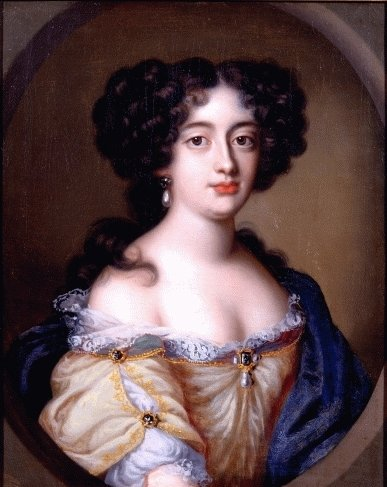
Portret Hortensji Mancini, kochanki Karola II Stuarta

Jacob Ferdinand Voet (ochrzczony 14 marca 1639 w Antwerpii, zm. 26 września 1689 w Paryżu) – flamandzki malarz, portrecista.
Dane biograficzne na jego temat są niepewne, artysta pojawił się w Rzymie w 1663 i dość szybko zdobył znaczną popularność jako portrecista. Jego klientami byli władcy, dostojnicy kościelni i arystokraci m.in. królowa szwedzka Krystyna Waza, książę Karol Emanuel II, kardynał Decio Azzolino i Medyceusze. Malował niemal wyłącznie popiersia przedstawianych osób, rzadko były to przedstawienia całych postaci lub par. Na jego twórczość wpływ miał Pierre Mignard, a styl określany jest jako włosko-francuski. Lekkość i delikatność przedstawień wydaje się zapowiadać malarstwo rokokowe.
W 1678 Voet opuścił Rzym, prawdopodobnie został do tego zmuszony, później wzmiankowano go we Florencji (1682), w Mediolanie, Turynie (1684) i w Paryżu (ok. 1689), gdzie zmarł ok. 1700. Miejsce jego śmierci nie jest pewne, część źródeł wskazuje rodzinną Antwerpię i rok 1699.
Obrazy Voet`a znajdują się w wielu znanych galeriach i muzeach europejskich m.in. w National Portrait Gallery w Londynie, Ermitażu w Petersburgu i Rijksmuseum w Amsterdamie. W Muzeum Narodowym w Warszawie znajduje się Portret księcia Orazia Archinto (nr inw. M.Ob. 925).